# Thalles Lima de Conceição Penha
Thalles Lima de Conceição Penha (født 18. maj 1995, død 22. juni 2019) var en brasiliansk fodboldspiller. 
Thalles døde den 22. juni 2019 i en motorcykel-ulykke nær Rio de Janeiro i Brasilien.